# Oreonetides beattyi
Oreonetides beattyi là một loài nhện trong họ Linyphiidae.
Loài này thuộc chi Oreonetides. Oreonetides beattyi được miêu tả năm 2009 bởi Paquin et al..